# Copa de Alemania 1959
La Copa de Alemania 1959 fue la 16.ª edición de la copa anual de fútbol de Alemania Federal que se jugó del 3 de octubre al 27 de diciembre de 1959 y que contó con la participación de 5 equipos.
El Schwarz-Weiß Essen venció al Borussia Neunkirchen en la final jugada en el Auestadion para ser campeón de la copa nacional por primera vez.

## Ronda de Clasificación
| 16-8-1959 | Hertha BSC                    | 3 – 6   | Schwarz-Weiß Essen                            | Poststadion, Berlín                                   |                                                       |
|           | Faeder 26' 38' · Steinert 53' | Reporte | Süß 4' 76' · Küppers 52' 63' · Rummel 73' 85' | Asistencia: 8000 espectadores Árbitro(s): Schulenburg | Asistencia: 8000 espectadores Árbitro(s): Schulenburg |

## Semifinales
| 3-10-1959 | Borussia Neunkirchen      | 2 – 1   | VfR Mannheim | Ellenfeldstadion, Neunkirchen                       |                                                     |
|           | Ringel 57' · Follmann 68' | Reporte | Schmitt 33'  | Asistencia: 8000 espectadores Árbitro(s): Schreiber | Asistencia: 8000 espectadores Árbitro(s): Schreiber |

| 12-12-1959 | Hamburger SV | 1 – 2 (t. s.) | Schwarz-Weiß Essen | Rothenbaum, Hamburg                                 |                                                     |
|            | Wulf 62'     | Reporte       | Rummel 65' 93'     | Asistencia: 15 000 espectadores Árbitro(s): Sparing | Asistencia: 15 000 espectadores Árbitro(s): Sparing |

## Final
| 27 de diciembre de 1959 | Schwarz-Weiß Essen                                         | 5–2     | Borussia Neunkirchen                | Auestadion, Kassel                                      |                                                         |
|                         | Rummel 25' 50' · Klöckner 66' · Trimhold 70' · Schieth 80' | Reporte | Emser 86' (pen.) · Dörrenbacher 87' | Asistencia: 20 000 espectadores Árbitro(s): Schulenburg | Asistencia: 20 000 espectadores Árbitro(s): Schulenburg |

| Schwarz-Weiß Essen | Borussia Neunkirchen |

| ARQ            |  | Hermann Merchel  |
| DEF            |  | Karl-Heinz Mozin |
| DEF            |  | Gert Pips        |
| MED            |  | Heinz Steinmann  |
| MED            |  | Ede Kasperski    |
| MED            |  | Heinz Ingenbold  |
| DEL            |  | Horst Trimhold   |
| DEL            |  | Hubert Schieth   |
| DEL            |  | Manfred Rummel   |
| DEL            |  | Hans Küppers     |
| DEL            |  | Theo Klöckner    |
| Entrenador:    |  |                  |
| Hans Wendlandt |  |                  |

| ARQ         |  | Ladislav Jirasek  |
| DEF         |  | Josef Frisch      |
| DEF         |  | Hans Schreier     |
| MED         |  | Erich Leist       |
| MED         |  | Gerd Lauck        |
| MED         |  | Dieter Harig      |
| DEL         |  | Ewald Follmann    |
| DEL         |  | Horst Meurer      |
| DEL         |  | Werner Emser      |
| DEL         |  | Rudi Dörrenbächer |
| DEL         |  | Karl Ringel       |
| Entrenador: |  |                   |
| Bernd Oles  |  |                   |